# Historische provincies van Madagaskar

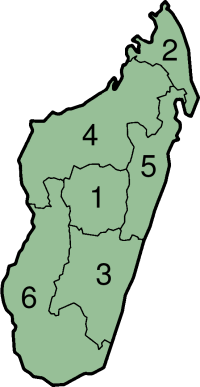
Voormalige provincies van Madagaskar

Madagaskar was van 1991 tot 2009 verdeeld in zes autonome provincies (faritany mizakatena). In 2009 werden de autonome provincies opgeheven en vervangen door de in totaal 22 regio's van Madagaskar.

## Voormalige autonome provincies
| # | Provincie    | Hoofdstad    | Opp. (km²) | Inw. (2001) |
| - | ------------ | ------------ | ---------- | ----------- |
| 1 | Antananarivo | Antananarivo | 58.283     | 4.580.788   |
| 2 | Antsiranana  | Antsiranana  | 43.056     | 1.188.425   |
| 3 | Fianarantsoa | Fianarantsoa | 102.373    | 3.366.291   |
| 4 | Mahajanga    | Mahajanga    | 150.023    | 1.733.917   |
| 5 | Toamasina    | Toamasina    | 71.911     | 2.593.063   |
| 6 | Toliara      | Toliara      | 161.405    | 2.229.550   |